# 朱貴㷂
衡陽莊和王朱貴㷂（1414年—1457年），明朝遼藩第一代衡陽王，遼簡王朱植的庶第十二子。

## 生平
永樂二十二年（1424年），封衡陽王。曾被兄长辽王朱貴烚克扣岁禄，其母谢氏上奏控告朱貴烚，朱貴烚因而打了朱貴㷂。明英宗写信调解二王，朱貴烚以为朝廷偏袒自己，拒绝朱貴㷂母子进入家庙，拘禁王府校尉侍从乃至断绝岁禄，致使朱貴㷂母子“忍饥终日”。
天順元年（1457年），朱貴㷂去世，享年四十四歲，諡號莊和。三年後，嫡長子朱豪㙫襲爵。

## 家庭

### 妻
- 崔氏，荊州左衛指揮崔讓女，宣德七年（1432年）冊為衡陽王妃[3]

### 子
- 嫡長子：衡陽靖僖王朱豪㙫
  - 嫡長子：衡陽悼僖王朱恩鏏
    - 庶長子：衡陽安僖王朱寵淹，字師范，號立齋[4]
- 第二子：鎮國將軍朱豪邽[5]
  - 第一子：輔國將軍朱恩釟，號養正，承繼衡山王宗祀[4]
    - 第一子：奉國將軍朱寵池，字子虛，號述齋，承繼衡山王宗祀[4]

  - 第二子：輔國將軍朱恩𨤽[4]
    - 嫡長子：奉國將軍朱寵淇，弘治十六年（1503年）二月賜名[6]